# Jacques Darras
Pour les articles homonymes, voir Darras.
 (mars 2018).
Jacques Darras est un poète, essayiste, traducteur français né en décembre 1939 à Bernay-en-Ponthieu (Somme), près de la Manche. Il a été président du Marché de la poésie.

## Biographie

### Enfance et jeunesse
Né en Picardie maritime dans les régions du Marquenterre et du Ponthieu, il est  le fils d’un couple d’instituteurs. Il fréquente le lycée d’Abbeville puis est élève d’hypokhâgne et khâgne au lycée Henri-IV à Paris. Admis à l’ENS rue d’Ulm en 1960, il hésite sur la voie à suivre, lettres classiques ou philosophie et s’expatrie à Édimbourg en Écosse où il devient lecteur et finalement réussit l’agrégation d’anglais (1966).
Nommé au lycée Grandmont de Tours au sortir du service militaire (École Militaire), il travaille comme assistant à la toute nouvelle Université de Picardie où il fera toute sa carrière jusqu’en 2005.

### Université
Professeur en 1978 avec une thèse sur Joseph Conrad et les signes de l’Empire, doyen de Faculté de 1984 à 1999, il crée plusieurs masters et départements de langue dont l’hébreu, l’arabe, le chinois, le néerlandais, le polonais, etc.
Parallèlement, il s’engage dans la vie locale et régionale en lançant une revue littéraire In’hui (63 numéros) relayée par La Maison de la Culture d’Amiens en 1985 (éditions Trois Cailloux), éditée à Bruxelles (Le Cri) à partir de 1993 transformée en 2008 en Inuits dans la Jungle avec Jean Portante  (éditions Phi) et  Jean-Yves Reuzeau  (le Castor Astral) cependant que les éditions in’hui deviennent Les Passeurs d‘Inuits avec Martine De Clercq et Jean Portante.

### Poésie
Il se lance entre-temps dans une aventure poétique prenant rythme et réflexion dans un cours d’eau des côtes de la Manche, la Maye, qui se jette dans la Baie de Somme. Il publie le volume inaugural La Maye I en 1988 aux éditions in’hui/3 cailloux (qu’il a fondées à la Maison de la culture d'Amiens), puis La Maye II ou Petit affluent de la Maye en 1993 aux éditions Le Cri à Bruxelles.
Il ajoute ensuite cinq autres volumes dont La Maye III ou L’embouchure de la Maye dans les vagues de la Manche (le Cri, Bruxelles, 2001), La Maye IV. Van Eyck et les rivières (Le Cri, 1996), La Maye V. Vous n’avez pas le vertige (L’Arbalète/ Gallimard 2004), La Maye VI. Tout à coup je ne suis plus seul (L’Arbalète/Gallimard 2006),  La Maye VII. La Maye réfléchit (Le Cri, 2009).
Tout en composant le huitième et ultime volume Le Chœur maritime de la Maye, il procède au remaniement  des volumes précédents qu'il réédite aux éditions du Castor Astral (La Maye I, 2016/Le Petit affluent de la Maye II, 2017/ L'Embouchure de la Maye dans les vagues de la Mer du Nord, III, 2018/ Van Eyck et les rivières dont la Maye IV, 2019/ La Maye réfléchit VI, 2020). Il compose également un volume de sonnets Petite Somme sonnante (Mihaly, 1999) ainsi qu'un poème critique "cursif et discursif" sur la première guerre mondiale : Je sors enfin du Bois de la Gruerie (Arfuyen, 2014), commandé par la bibliothèque de l'Université de Strasbourg.
En 2016, il entre dans la collection Poésie/Gallimard avec L'indiscipline de l'eau, Anthologie personnelle 1988-2012, puis fait paraître dans la même collection la première anthologie de Poètes médiévaux du Nord de la France, Du cloître à la Place publique  (2017).
Parallèlement à la poésie, il publie plusieurs essais dont les trois plus récents Nous sommes tous des romantiques allemands, De Dante à Whitman en passant par Iena (Calmann-Lévy, 2002), Nous ne sommes pas faits pour la mort (Stock 2006), Les îles gardent l’horizon (Hermann 2008), La Transfiguration d'Anvers (Arfuyen, 2015), Réconcilier la ville (Arfuyen, 2015).
À Paris, en 1998, il fonde avec André Parinaud le mensuel de poésie Aujourd’hui poème. Il inaugure un cycle de lectures avec le comédien Jacques Bonnaffé et lit dans de nombreux festivals à l’étranger (États-Unis, Mexique, Italie, Espagne, Syrie, Tunisie, Russie, Allemagne, Belgique, Pays-Bas, République tchèque, Portugal, Japon, Chine etc.).

### Consécration
Il est invité par la BBC, premier non Anglais à prononcer les Reith Lectures (en), pour célébrer le bicentenaire de la Révolution française (cinq conférences mondialement diffusées) et le Grand Prix de poésie de l’Académie française pour l'ensemble de son œuvre.
Il est l’un des administrateurs de la Maison de la Poésie de Paris (depuis 1990). Il a présidé le jury du Prix Ganzo de poésie, le festival du Marathon des mots à Bruxelles et organisé dix rencontres européennes de poésie à la Maison de la Poésie de Paris en 2009.
Il obtient le prix Apollinaire en 2004 et le Grand prix de poésie de l'Académie française en 2006.

### Militantisme
Européen convaincu, il essaie d’engager la poésie française sur la voie d’une écoute plus attentive aux autres traditions et travaille obstinément aux frontières (nordiques) de notre sensibilité nationale avec la volonté souvent mal comprise de rendre cette dernière plus extensiblement inclusive et surtout plus ouverte. Il se considère comme un démocrate « whitmanien » d’Europe. En tant que tel, il reconnaît être en contradiction ouverte avec le grand mouvement symboliste et surréaliste (freudio-lacanien) qui conduit encore la poésie française de nos jours.
Son admiration va directement à Apollinaire, Cendrars et Claudel, dont la tradition d’ouverture au monde s’est inexplicablement interrompue.

### Lecture
En 2004 le comédien douaisien Jacques Bonnaffé a effectué un choix de poèmes extraits de La Maye, Van Eyck et les rivières dont La Maye, et Moi j’aime la Belgique qu’il a assemblés et articulés pour en faire un spectacle scénique. Ce spectacle intitulé « Jacques two Jacques », dans lequel Jacques Darras participe fugitivement en tant que « l’auteur », a été créé au Théâtre de la Bastille à Paris en mai 2004 avec un grand succès critique. Un disque est paru à l'issue de ce spectacle aux éditions Thélème, intitulé Poésie Parlée marchée dit par Jacques Darras et Jacques Bonnaffé. L’aventure de la Bastille s’est prolongée sous forme de lectures avec le même comédien, en France et dans le monde entier.
Entre 2016 et 2019 Jacques Darras a donné à la Comédie de Picardie à Amiens 4 conférences de protestation contre la fusion des régions Picardie et Nord Pas de Calais sous le titre hautement controversé de Hauts de France (Tout picard que j’étais). Le texte des conférences, diffusé sur Youtube, sera édité en 2020.

## Publications

### Poésie
- Sommières, Paris, Pierre Jean Oswald, 1973
- Grèves, Paris, Pierre Jean Oswald, 1975
- La Maye, poème en 8 chants (à partir de 1988) : 
  - La Maye I., Amiens, In’hui/3 Cailloux, 1988, 484 p. Le Castor Astral, 2016
  - Le Petit Affluent de la Maye. La Maye II. Poème en 4 épisodes souligné de dix gouaches, Bruxelles, In’hui/Le Cri, 1993, 392 p.. Le Castor Astral 2017
  - L’Embouchure de la Maye dans les vagues de la Manche. La Maye III, avec des textes en traduction de Jean Scot Érigène, Shakespeare, Bunting, MacDiarmid, Mackay Brown, Bruxelles, Éditions Le Cri, 1999, 230 p. L'embouchure de la Maye dans les vagues de la Mer du Nord, Le Castor Astral, 2018
  - Van Eyck et les rivières, dont la Maye. Poème roman. La Maye IV., Bruxelles, Éditions Le Cri, 1996, 438 p. Van Eyck et les rivières dont la Maye, Le Castor Astral, 2018
  - Moi j’aime la Belgique. Poème parlé chanté., Paris, Gallimard, coll. « L’Arbalète », 2001, repris dans La Maye réfléchit VII, Le Castor Astral, 2019
  - Vous n’avez pas le vertige ? Poèmes en altitude avec une rivière et deux chamois. La Maye V, Paris, Gallimard, coll. « L’Arbalète », 2004. À (re)paraître sous le titre Deux chamois sur la tête de la Maye.
  - Tout à coup je ne suis plus seul ! Roman chanté compté. La Maye VI, Paris, Gallimard, coll. « L’Arbalète », 2006. À (re)paraître sous le titre La Maye devient sentimentale.
  - Irruption de la Manche. Poème avec dix-huit gouaches. La Maye VIII, Bruxelles, Éditions Le Cri, 2012, 243 p. A paraître sous le titre Le Chœur maritime de la Maye.
- Petite Somme sonnante : Soixante et Onze sonnets, Paris, Mihaly, 1998
- La Reconquête du tombeau d'Emile Verhaeren. Poème dansé masqué, Bruxelles Le Cri 2010
- La Conjugaison des places amoureuses : proses poétiques, Clichy, Éditions de Corlevour, 2010
- Je sors enfin du Bois de la Gruerie. Poème cursif/discursif. Arfuyen 2014
- Blaise Pascal et moi dans la voix lactée (Les Passeurs d'Inuits, 2015)
- La Gaufre vagabonde, prose poétique, Château Thierry, éditions Cours toujours, 2018
- La  Maye réfléchit, Le Castor Astral & In'hui, 2019
- Épique ! Le poète dans le temps, In'hui / Le Castor astral, 2021
- Quatre à quatre vers le Nord, Cours toujours, 2022
- Oiseuses et BruxellOiseries, à paraître

### Théâtre
- La Réserve, France Culture, 1985
- Le Wagon de l'Armistice, Cahiers du Centre de Royaumont/Les Brisants, 1987
- Délivrez-nous de Saint-Stéphane ou l'Impromptu de Samoreau, Maison de la Poésie, Paris, 1993
- La Maquilleuse, Paris, 1996
- Le Jeu de la Feuillée d'Adam de la Halle, Traduction et adaptation, Éditions le Cri, 2003

### Essais
- La Forêt Invisible. Au nord de la littérature française, le picard (dir.), anthologie de la littérature du nord de la France depuis le Moyen Âge jusqu'à nos jours, Éditions Trois Cailloux, Amiens, 476 p., 1985
- Arpentage de la poésie contemporaine, quatorze portraits-entretiens avec Robert Marteau, Philippe Sollers, Denis Roche, Yves Bonnefoy, Marcelin Pleynet, Michel Deguy, Claude Royet-Journoud, Anne-Marie Albiach, John Ashbery, Allen Ginsberg, Jacques Roubaud, Pierre Oster, David Antin, etc., Éditions In'hui/Trois Cailloux, 233 p. l987
- Le Génie du Nord, Éditions Grasset, Paris, 260 p. 1988[2]
- La Mer hors d'elle-même ou l'émotion de l'eau dans la littérature, Hatier, collection « Brèves », 250 p. 1991
- Joseph Conrad ou le Veilleur de l'Europe, Éditions Marval, Paris, 1987, p. 1992
- Progressive transformation du paysage français par la poésie I, In'hui no 40, 92 p., Éditions Le Cri, Bruxelles
- Progressive transformation du paysage français par la poésie II, études critiques sur Allen Ginsberg, Marina Tsvetaeva, Jean-Paul de Dadelsen, Baudelaire, Edgar Poe, Éditions Le Cri, Bruxelles, 1999.
- Verdeur dans l'âme, la Picardie, Éditions Autrement, Paris 198 p. 1993
- Qui parle l'européen ? l'Europe dans la contrainte des langues nationales, Éditions Le Cri, Bruxelles 2001
- Nous sommes tous des romantiques allemands. De Dante à Whitman en passant par Iéna, Éditions Calmann-Lévy, 2002
- Allen Ginsberg. La voix, le souffle, Éditions Jean-Michel Place, 2005
- Nous ne sommes pas faits pour la mort, Éditions Stock, 2006
- Les Îles gardent l'horizon. Marches poétiques dans la littérature de langue anglaise, Éditions Hermann, 2006
- La Transfiguration d'Anvers – Certitudes magnétiques en poésie, collection "Les Cahiers d'Arfuyen, Éditions Arfuyen, Paris-Orbey, 2015. (978-2-845-90212-1)
- Réconcilier la Ville, Arfuyen, 2017
- Tout Picard que j'étais, l'exceptionnelle richesse littéraire de la Picardie à travers les siècles, Éditions de la Librairie du Labyrinthe, 2020

### Essais en anglais
- Conrad and the West. Signs of Empire, Éditions Macmillan, Londres 158 p. 1982
- Beyond the Tunnel of History, Éditions Macmillan Londres & The University of Michigan, Ann Arbor, 123 p. 1990
- Visions of Europe, Entretiens sur l'Europe par Richard Kearney avec Paul Ricœur, Julia Kristeva, etc., Dublin, Wolfhound Press, 143 p. 1992

### Entretiens
- À ciel ouvert. Entretiens avec Yvon Le Men La Passe du Vent, Lyon, 2010
- À l’écoute. Entretiens avec Richard Sieburth sur la poésie de langue anglaise et sa traduction Les Passeurs d’Inuits, Le Castor Astral 2017.

### Traductions
- Lawrence Ferlinghetti. Tyrannus Nix Pierre Jean Oswald, Paris 1977
- Alan Watts. Beat Zen, Square Zen and Zen Pierre Jean Oswald, Paris 1977
- 34 poètes d'Amérique et d'Angleterre. Lorine Niedecker, Laura Riding, Kathleen Raine, Sylvia Plath, Denise Levertov, Rosmarie Waldrop, etc., In'hui no 9, Amiens 1979
- William Carlos Williams. In the American Grain Au grain d'Amérique, Christian Bourgois, Paris 1980
- Treize Poètes écossais. Hugh MacDiarmid, Sorley MacLean, Ian Crichton-Smith, etc. In'hui, Amiens 1983
- William Carlos Williams. Asphodel that greeny flower. Desert Music In'hui, Amiens 1984
- David Antin. Poèmes. Royaumont, Cahier des Brisants 1985
- Ezra Pound. Les Cantos Traduction collective, Flammarion 1986 Paris puis Livre de Poche deux volumes 1989
- Basil Bunting. Briggflatts et autres poèmesIn'hui/Tois Cailloux 1987
- Malcolm Lowry, Under the Volcano. Sous le Volcan. Grasset, Les Cahiers Rouges, Paris Tome I 1989, Grasset Les Cahiers Rouges, Paris Tome II 1994
- Jean Wahl. Four Anti-Quartets In'hui/Le Cri no 39, Bruxelles 1992
- Marina Tsvetaeva. Le poème de l'air.  Traduction en collaboration avec Véronique Lossky. In'hui/Le Cri, Bruxelles l994
- Malcolm Lowry. Choix de textes et commentaires, préfaces, traductions dont   poèmes inédits  Hachette Pochothèque, Paris l300 pp. l995
- Panorama poétique de la Russie Moderne. l8 poètes à voix-basse. Traduction collective. In’hui/Le Cri, Bruxelles, l998
- Walt Whitman. Feuilles d’Herbe.NRF. Gallimard, 2002/ Grasset Les Cahiers Rouges 2009
- Malcolm Lowry. Poèmes completsDenoël, 2005
- Samuel Taylor Coleridge. PoèmesPoésie/Gallimard 2007
- Tony Harrison. V Le Cri :Maison de la poésie de Paris, 2008
- Ted Hughes. Choix de poèmes, avec Valérie Rouzeau, Gallimard 2009
- William Blake. Le Mariage du Ciel et de l’Enfer et autres poèmes.  Poésie/Gallimard 2013.
- Du cloître à la place publique. Poètes médiévaux du nord de la France. XIIe – XIIIe siècle Poésie/Gallimard 2017

### Participation à des anthologies
- Le Français aujourd'hui.  Choix de textes et commentaires de Daniel Delas (No.85, mars 1989) repris dans Aimer enseigner la Poésie, Éditions Syros, 1990
- Antologia Europea. Fabio Doplicher.Ed. Quaderno di Stilb. Formia 1991
- l20 poètes français d'aujourd'hui  Ed.Gil Jouanard, Maison du Livre. Montpellier, 1992
- Quinze poètes pour mon école Anthologie. Ed. Serge Martin, Val d'Oise, 1994
- Anthologie de la poésie française contemporaine d'Alain Bosquet. Belgique, 1995
- Douze poètes pour aujourd'hui. Choix de Gérard Noiret. La Quinzaine littéraire no 684. l/l5 janvier 1996. Paris
- Poésie Vivante. Le texte poétique en classe de seconde. Choix réalisé par Isabelle PécheyranCDDP de l’Oise, Beauvais, 1997
- Figures du Poète.Le Nouveau Recueil. Champ Vallon. no 46. Mars/Mai 1998
- Anthologie d’expression française de poésie contemporaine (23 Poètes). Journal Le Monde, Paris, 15 août 1998
- Orphée Studio. Poètes d’Aujourd’hui à voix haute. NRF Poésie Gallimard. Choix et présentation d’André Velter. mars 1999
- Anthologie de la poésie française du XXe siècle (II)  NRF Gallimard. Choix et présentation JB Para. avril 2000
- Poètes français en Italie  traductions Fabio Pusterla. Marcos y Marcos. Milan. octobre 2000
- Poète toi-même.Anthologie de Francis Danemark, Le Castor Astral, 2000
- Anthologie de la poésie française du XVIIIe au XXe siècle Textes choisis, présentés et annotés par Michel Collot Gallimard, La Pléiade, 2000
- Dictionnaire de la poésie française de Baudelaire à nos joursMichel Jarety, PUF, 2000
- Le Sonnet.Anthologie et dossier de Dominique Moncond’huy, Folioplus/Gallimard, 2005
- Poésies de langue française. Les poètes d’aujourd’hui autour du monde.Seghers, 2008
- Le Sonnet contemporain. Retour du sonnet.Revue Formules/Noesis, 2008

## Traductions des textes de Jacques Darras
- Jean Scot Erigène à Laon. John Scotus Eriugena in Laon. Traduction anglaise par Ruth Fainlight in Beyond the Tunnel of History, Macmillan, Londres l990
  - Jean Scot Erigène à Laon. Giovanni Scoto Eriugena a Laon.Traduction italienne par Isabella Palumbo Fossati et Gina Labriola in Antologia Europa, Quaterni di Stilb, Fabio Doplicher, l991
- Choix de poèmes extraits de La Maye Traduits en tchèque par Petr Kral, Svetova Literatura, Revue XXXVIII, Prague, l993
- An autobiography of Human Species. French poetic visions/ English versions. Zingmagazine. September 1998. New York(traduction d’un chant de « Autobiographie de l’espèce humaine en anglais par l’auteur).
- Nommer Namur et autres poèmes. Traduits en russe par Olga Severskaïa Festival International de Moscou, septembre 1999
- Nommer Namur et autres poèmes. Traduits en italien par Vivian Lamarque et Fabio Pusterla, Anthologie de poètes français contemporains, octobre 1999, Marcos y Marcos, Milan Italie
- Nommer Namur et autres poèmes. Traduits en espagnol par Françoise Morcillo sous le titre Me Hago el horizonte fluvial, Mexico, El Tucan de Virginia, 2001
- Me hago el Horizonte Fluvial. Traduccion y nota Françoise Morcillo Ediciones El Tucan de Virginia. Mexico 2001
- Jacques two Jacques.Traduction en arabe de Hanan Kassab-Hassan, Éditions Centre culturel de Damas, Syrie 1994
- Antologia Fluvial. Prologo y traduccion de Miguel Veyrat, Calima, Palma de Mallorca, 2006
- Cinco Cartas a Elena. Traduccion y introduccion Miguel Veyrat, Linteo Poesia 2007
- Cinque Lettere a Helena.Traduction en italien de Viviane Ciampi. (à paraître)
- Arqueologia del agua. Antologia 1988-2001. Traduit en espagnol par Miguel Veyrat.  Madrid Libros del Aire 2011.
- Geef mij maar België ! (Moi j’aime la Belgique) Traduction de Benno Barnard, Leuven, Uitgeverij 2012
- Endlich raus aus dem Wald. Ein rasendes Thesengedicht 5je sors enfin du bois de la Gruerie) Traduit par Odile Kennel, Berlin Klak Verlag 2017
- Ode an den Champagner. Gedichte. Traduit par Odile Kennel. Berlin Klak Verlag 2018
- Position du Poème. Anthologie chinoise. Traduit par Shu Cai, Beijing 2017

## Filmographie
- 2016 : Les Poètes sont encore vivants de Xavier Gayant[3]